# Passe-partout (encadrement)
Pour les articles homonymes, voir Passe-partout.

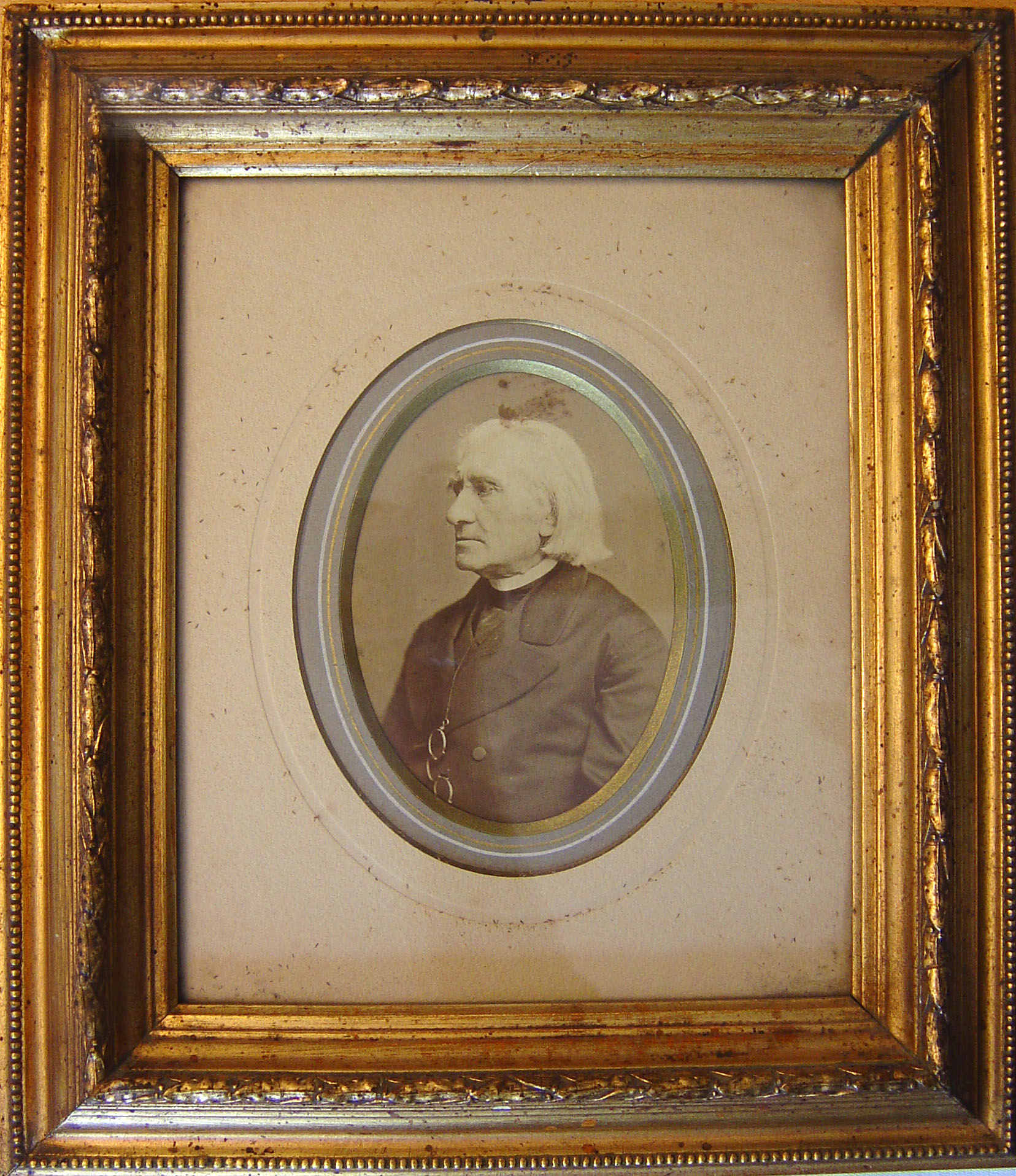
Portrait de Franz Liszt avec passe-partout elliptique.

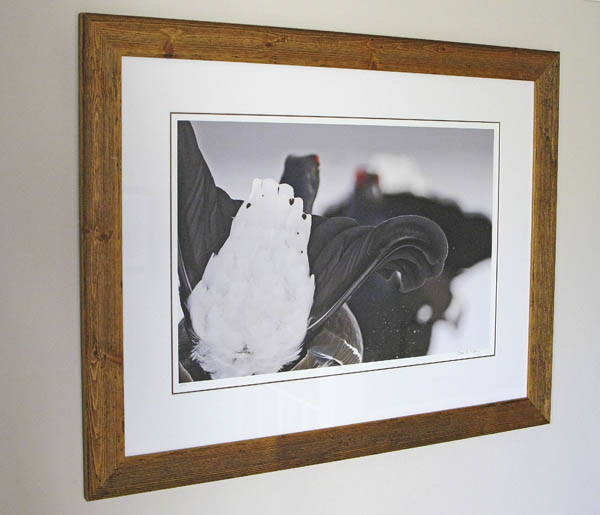
L'encadrement d'une photographie moderne avec son passe-partout

Un passe-partout est un encadrement en carton posé sur une œuvre d'art ou une reproduction. La fonction première du passe-partout est de créer un espace entre l'œuvre et le verre de l'encadrement de façon à protéger l'œuvre d'un contact direct. Il assure également une fonction décorative.
Le placement d'un passe-partout est indispensable pour l'encadrement d'aquarelles ou de pastels. Le passe-partout est également fortement conseillé pour l'encadrement sous verre d'une eau-forte, d'une sérigraphie, d'un dessin ou de toute autre œuvre sur papier.
Il ne faut pas confondre le passe-partout et la marie-louise, qui a à peu près la même fonction esthétique, mais s'utilise sur un encadrement sans vitre (peinture).

## Description
Dans le centre du carton est découpée une ouverture généralement rectangulaire de la taille de l'œuvre, en tenant compte de la signature de l'artiste qui doit rester visible. La forme ovale est également utilisée, par exemple pour les anciennes photographies. 
Les bords intérieurs du carton sont découpés en biseau, de façon que la partie du carton qui repose sur l'œuvre se prolonge un peu vers l'intérieur. Les coins du carton sont parfois découpés en onglet, donnant une autre finition à l'encadrement. Un outillage spécifique est requis pour la découpe du passe-partout.
La partie inférieure du passe-partout (le talon) est souvent plus large que la partie supérieure, ce qui place l'œuvre un peu au-dessus du milieu de l'encadrement, afin de rétablir l’équilibre visuel. 
Un passe-partout est fabriqué dans un carton de très bonne qualité d'une épaisseur comprise entre 1,5 mm et quelques millimètres. Ce carton est la plupart du temps de couleur très claire, mais il arrive qu'une couleur plus soutenue, rappelant une couleur de l'œuvre elle-même, soit utilisée. Par exemple, l'encadrement de photographies se fait parfois avec un passe-partout noir.

## Lavis d’encadrement
Si le passe-partout peut rester uni, il est souvent, en fonction du style de l’œuvre, du cadre et de l’environnement, décoré de filets, de bandeaux, voire d’éléments décoratifs. La plupart du temps ces filets et ornements sont réalisés en lavis d’encre, d’où le nom générique, ou à l’aquarelle, mais tous les outils et matériaux peuvent être utilisés. Les filets sont tracés à la règle et au tire-ligne. On utilise souvent des bandes plus ou moins fines de papier doré, collées sur le passe-partout.
Les premiers lavis d’encadrement remontent au XVIe siècle, ils se composent de multiples bandes colorées. Au milieu du XVIIIe apparaît le lavis classique, plus simple, qui est utilisé jusqu'à la fin du XIXe. Le « lavis Mariette », ou « montage Mariette », créé par le dessinateur, graveur et collectionneur Pierre-Jean Mariette (1694-1774), utilise une harmonie de bleu, blanc et or (papier chiffon coloré à l’indigo, ou « bleu Mariette »), et utilise des jeux d’ombres qui donnent un effet de profondeur.